# Челль Юганссон (тенісист)
Челль Юганссон (швед. Kjell Johansson; нар. 12 лютого 1951) — колишній шведський тенісист.
Найвищу одиночну позицію світового рейтингу — 32 місце досяг 21 серпня 1978, парну — 516 місце — 24 лютого 1986 року.
Здобув 1 одиночний титул.
Найвищим досягненням на турнірах Великого шолома було 3 коло в одиночному розряді.

## Фінали за кар'єру

### Одиночний розряд (1–3)
| Результат | W/L | Дата | Турнір               | Покриття | Суперник        | Рахунок       |
| --------- | --- | ---- | -------------------- | -------- | --------------- | ------------- |
| Поразка   | 0–1 | 1976 | Валенсія, Іспанія    | Ґрунт    | Мануель Орантес | 2–6, 2–6, 2–6 |
| Поразка   | 0–2 | 1977 | Гельсінкі, Фінляндія | Килим    | Марк Кокс       | 3–6, 3–6      |
| Перемога  | 1–2 | 1978 | Лагос, Нігерія       | Ґрунт    | Робін Дрісдейл  | 9–8, 6–3      |
| Поразка   | 1–3 | 1978 | Каїр, Єгипет         | Ґрунт    | Хосе Їгерас     | 6–4, 4–6, 4–6 |

### Парний розряд (1 поразка)
| Результат | W/L | Дата | Турнір         | Покриття | Партнер   | Суперники             | Рахунок       |
| --------- | --- | ---- | -------------- | -------- | --------- | --------------------- | ------------- |
| Поразка   | 0–1 | 1980 | Лагос, Нігерія | Ґрунт    | Лео Палін | Тоні Грем Брюс Ніколз | 3–6, 6–0, 3–6 |